# Amiina
amiina is een IJslands strijkkwartet. De groep werd opgericht in 1998 bestaat uit María Huld Markan Sigfúsdóttir (viool), Hildur Ársælsdóttir (viool), Edda Rún Ólafsdóttir (altviool) en Sólrún Sumarliðadóttir (cello). In 2003 verving Hildur violiste Ólöf Júlía Kjartansdóttir.
Kurr, het debuutalbum van amiina, kwam in 2007 uit. Daarnaast heeft het samengewerkt met Sigur Rós verschillende albums en liveoptredens.

## Biografie
Het viertal ontmoette elkaar in 1996 in de muziekschool Tónlistarskólinn í Reykjavík. In de zomer van 1998 besloten ze een band te vormen onder de naam Anima. Deze naam werd gekozen toen het kwartet een dag voor hun eerste optreden beseften dat ze geen naam hadden. Daarop werd er door een Latijn-woordenboek gebladerd, waar het woord 'anima' werd gevonden. Het woord betekent 'ziel' of 'geest'. Nadat twee leden de band verlieten en er twee nieuwe speelsters gevonden werden, werd de naam veranderd naar Amina. Later werd de naam wederom veranderd, naar 'amiina'.
amiina speelde voor het eerst samen met Sigur Rós in de zomer van 2000 tijdens een concert in het Londense Union Chapel. In die periode was Olaf Julia nog violiste; Hildur was later haar vervanger. Sinds 2001 werd amiina een vaste toevoeging aan de Sigur Rós-concerten. Het strijkkwartet werkte met Sigur Rós samen op de albums ( ), Takk... en Með suð í eyrum við spilum endalaust. Zij verzorgden de strijkinstrumenten en arrangementen.

## Discografie

### Studioalbums
- Kurr (2007)
- Puzzle (2010)
- The Lighthouse Project (2013)
- Fantômas (2016)

### Ep's
- Animamina (2005)
- Re Minore (2009)

### Singles
- "Seoul" (2006)
- "Hilli (At The Top Of The World)" (2007)
- "What Are We Waiting For" (2010)
- "Chi'mp" (2011)
- "Betrakendra" (2011)
- "liberte" (2011)